# 長野中央病院
長野中央病院（ながのちゅうおうびょういん）は、長野医療生活協同組合が長野県長野市に設置する病院である。

## 概要
救急告示病院であり、2019年度は救急車搬入台数は3,064台。322床を備え、うち ICU4床、HCU8床、回復期リハビリテーション病床56床、緩和ケア病床12床、地域包括ケア病床37床。社会福祉法に基づく無料定額診療事業を行っている。全日本民主医療機関連合会（民医連）に加盟している。NPO法人卒後臨床研修評価機構(JCEP)認定証発行病院。公益財団法人日本医療機能評価機構認定病院。

## 沿革
1979年に長野医療生協が旧厚生会長野中央病院を継承したのが現在の長野中央病院の始まりである。それからおよそ40年、長野市街地の中心に位置しICUやHCUなどを持つ急性期病院として長野中央病院は機能してきた。

### 年表
- 1960年（昭和35年） - 民主診療所設立準備始まる。
- 1961年（昭和36年） - 設立発起人会開催、長野医療生協の前身「長野民主医療協会」。
- 1961年（昭和36年）8月26日- 南県町に「長野民主診療所」開設。
- 1962年（昭和37年）5月15日 - 田町に移転、名称を「長野診療所」に。Ｘ線透視診断装置導入。
- 1962年（昭和37年）7月18日 - 「診療所だより」第１号発行。
- 1966年（昭和41年）5月15日 - 長野医療生活協同組合設立総会。
- 1966年（昭和41年）10月24日 - 長野県より生協設立認可される。
- 1971年（昭和46年）7月31日 - 柳町に移転。
- 1972年（昭和47年）9月26日 - 糖尿病患者会「りんどう会北信分会」結成。
- 1974年（昭和49年）11月 - 「長野県民主医療機関連合会」発足に参加。
- 1976年（昭和51年）1月20日 - 新病院完成（柳町）。
- 1976年（昭和51年）4月1日 - 新病院を「長野協立病院」として発足。
- 1977年（昭和52年）9月30日 - 医療法人厚生会と長野中央病院の土地・建物売買契約に調印。
- 1977年（昭和52年）11月1日 - 長野中央病院（西鶴賀町）の医療活動を引き継ぐ。
- 1978年（昭和53年）6月1日 - 旧中央病院改修工事完成。
- 1978年（昭和53年）10月22日 - 新病院竣工式、第１回健康まつり。
- 1979年（昭和54年）10月1日 - 新長野中央病院診療開始（87 床）、長野協立病院閉鎖。
- 1980年（昭和55年）12月1日 - リハビリ病棟開設（147 床全床稼動）。
- 1982年（昭和57年）9月20日 - 老人保健法による老人健康診査開始。
- 1984年（昭和59年）3月 - 長野中央病院、救急病院の指定を受ける。
- 1985年（昭和60年）7月26日 - 地附山地滑り発生、組合員・職員罹災、支援活動行う。
- 1987年（昭和62年）10月3日 - 中央病院増改築工事竣工（221 床）、25 周年記念式典実施。
- 1989年（平成元年）10月7日 - 中央病院第四期増改築工事着工。
- 1990年（平成2年）5月27日 - 中央病院第五期増改築工事着工。
- 1992年（平成4年）12月 - 中央病院第六期増改築工事着工。
- 1999年（平成11年）3月 - 中央病院東館建設。
- 2000年（平成12年）5月14日 - 中央病院第七期増改築工事着工（242床に）。
- 2001年（平成13年）11月23日 - 長野中央病院第七期増改築工事竣工（242床に）。
- 2002年（平成14年）11月3日 - 長野医療生協40周年一万人健康まつり開催。
- 2004年（平成16年）12月1日 - 長野中央病院第八期増改築工事着工。
- 2005年（平成18年）2月21日 - 長野中央病院が（財）日本医療機能評価機構の病院機能評価認定を受けました。。
- 2005年（平成17年）6月27日 - 長野医療生協本部及び全事業所でISO9001：2000を取得。
- 2005年（平成17年）10月1日 - 長野中央病院第八期増改築工事竣工（292床に）。
- 2006年（平成18年）8月 -長野中央病院マルチスライスCT導入(16列8月、64列10月)。
- 2007年（平成19年）10月 - 長野中央病院10床増床（302床に）。
- 2008年（平成20年）4月 - 産婦人科開設。
- 2009年（平成21年）9月 - 長野中央病院救急処置･治療スペース拡充工事着工。
- 2012年（平成24年）3月15日 - 長野中央病院外来自動再来受付機導入。
- 2013年（平成25年）5月7日 - 4西病棟開設。
- 2013年（平成25年）6月29日 - 長野中央病院第九期増改築工事竣工。
- 2014年（平成26年）7月 - 長野中央病院広報誌「しなのき」創刊。
- 2014年（平成26年）9月 - HCU（8床）開設。

## 診療科
(この節の出典)
- 内科
- 循環器内科
- 消化器内科
- 呼吸器内科
- 糖尿病、内分泌、腎臓内科 - 血液浄化療法センターに透析用病床50床を備える。
- リハビリテーション科
- 小児科
- 外科
- 整形外科
- 心臓血管外科
- 病理科
- 麻酔科
- 眼科
- 皮膚科
- 産婦人科
- 耳鼻咽喉科

診療協働部門
- 看護部

関連施設
- 南長池診療所
- 稲里生協クリニック
- 老人保健施設ふるさと
- 長野中央介護センターつるが
- 徳間デイサービスたんぽぽ
- グループホーム栗田ゆうゆう
- 三本柳デイサービスミント
- 戸倉デイサービスゆいっこ

## 医療機関の指定等
(この節の出典)
- 保険医療機関
- 生活保護法指定医療機関(中国残留邦人等の円滑な帰国の促進並びに永住帰国した中国残留邦人等及び特定配偶者の自立の支援に関する法律（平成６年法律第30号）に基づく指定医療機関を含む。)
- 労災保険指定病院
- 戦傷病者特別援護法指定病院
- 原子爆弾被害者一般疾病医療取扱医療機関
- 公害医療機関
- 救急告示病院
- 臨床研修指定病院
- 指定自立支援医療機関（育成医療・更生医療・精神通院医療）
- 母体保護法指定医の配置されている医療機関
- 身体障害者福祉法指定医の配置されている医療機関
- 指定小児慢性特定疾病医療機関
- DPC対象病院
- 無料低額診療事業実施医療機関

## 交通アクセス
- JR東日本・しなの鉄道北しなの線・長野電鉄「長野駅」下車、自動車で約5分、徒歩約20分
- 長野電鉄「権堂駅」「市役所前駅」下車、徒歩約10分
- 長野駅からアルピコ交通32系統、33系統、34系統、45系統、48系統、102系統、アルピコ交通・長電バス46系統で「市役所前」下車、徒歩約7分

## 周辺
- 長野県社会保険診療報酬支払基金長野支部
- 長野市芸術館
- 長野市役所